# Cofradía de la Salud (Murcia)
La Pontificia, Real, Hospitalaria y Primitiva Asociación del Santísimo Cristo de la Salud es una cofradía de culto católico de la Semana Santa de Murcia que desfila en la jornada de Martes Santo. 
La cofradía, de estilo de Silencio, cuenta con un conjunto de imágenes de gran antigüedad, incluida la más antigua de cuantas desfilan en Murcia, el Cristo de la Salud.

## Historia
Fue fundada el 15 de marzo de 1957 considerándose sucesora de la Asociación del Santísimo Cristo de la Salud que fue fundada en el siglo XVI y que subsistía en la capilla del antiguo hospital de Murcia (San Juan de Dios). 
A principios del curso académico 1956-57, un grupo de estudiantes universitarios vinculados a la “Congregación de Los Luises” , con el apoyo del sacerdote D. Antonio Moreno Imbernón, Capellán del Hospital Provincial de Murcia, observan que en la ciudad no existe ninguna hermandad o cofradía que agrupe a los estudiantes. Acuerdan después de varias reuniones no crear una nueva hermandad o cofradía, sino, avivar la que desde antiguo existía en la iglesia de San Juan de Dios como hermandad hospitalaria cuyas constituciones datan de 1540 y que fueron firmadas por el obispo Mateo Lang de Wellenburg.
Se eligió como titular la imagen gótica del Cristo de la Salud ya existente en San Juan de Dios, teniendo prevista su salida el Martes Santo, pero por decreto del obispo D. Ramón Sanahuja y Mercé, se adelantó su salida al Viernes de Dolores, pero tampoco pudo hacerlo en esa primera procesión de 1957 a causa de la fuerte lluvia caída, posponiéndose al día siguiente, Sábado de Pasión. 
Al convertirse en una cofradía de nazarenos, siguieron el denominado estilo de silencio, en especial el estilo de la Cofradía del Rescate; de hecho es la otra cofradía pasionaria de Murcia cuyos nazarenos llevan capa, a excepción de los anderos (en eso se diferencia de la del Rescate). 
La cofradía trató de desfilar desde sus inicios en la jornada del Martes Santo, pero la oposición de la Hermandad del Rescate provocó que desde 1958 a 1966 lo hiciera en la jornada de Viernes de Dolores. Por lo que estamos ante la primera cofradía murciana que desfiló en ese día, 28 años antes de que lo hiciera la Cofradía del Amparo. 
En 1962 se creó la Hermandad de la Santísima Virgen del Primer Dolor, que desfiló por vez primera al año siguiente. En 1988 salió a las calles la Hermandad de Nuestro Padre Jesús de la Merced, y la de San Juan Evangelista en 1992.
Además de ser conocida antaño como la procesión de los estudiantes, también se la denominó la de los monárquicos al nombrar a Don Juan de Borbón en 1957 como presidente honorífico, y al recibir en persona en 1959 la distinción de primer mayordomo el entonces príncipe de España Juan Carlos, que se encontraba en la región murciana estudiando en la Academia General del Aire.

## Pasos y Hermandades de Pasión

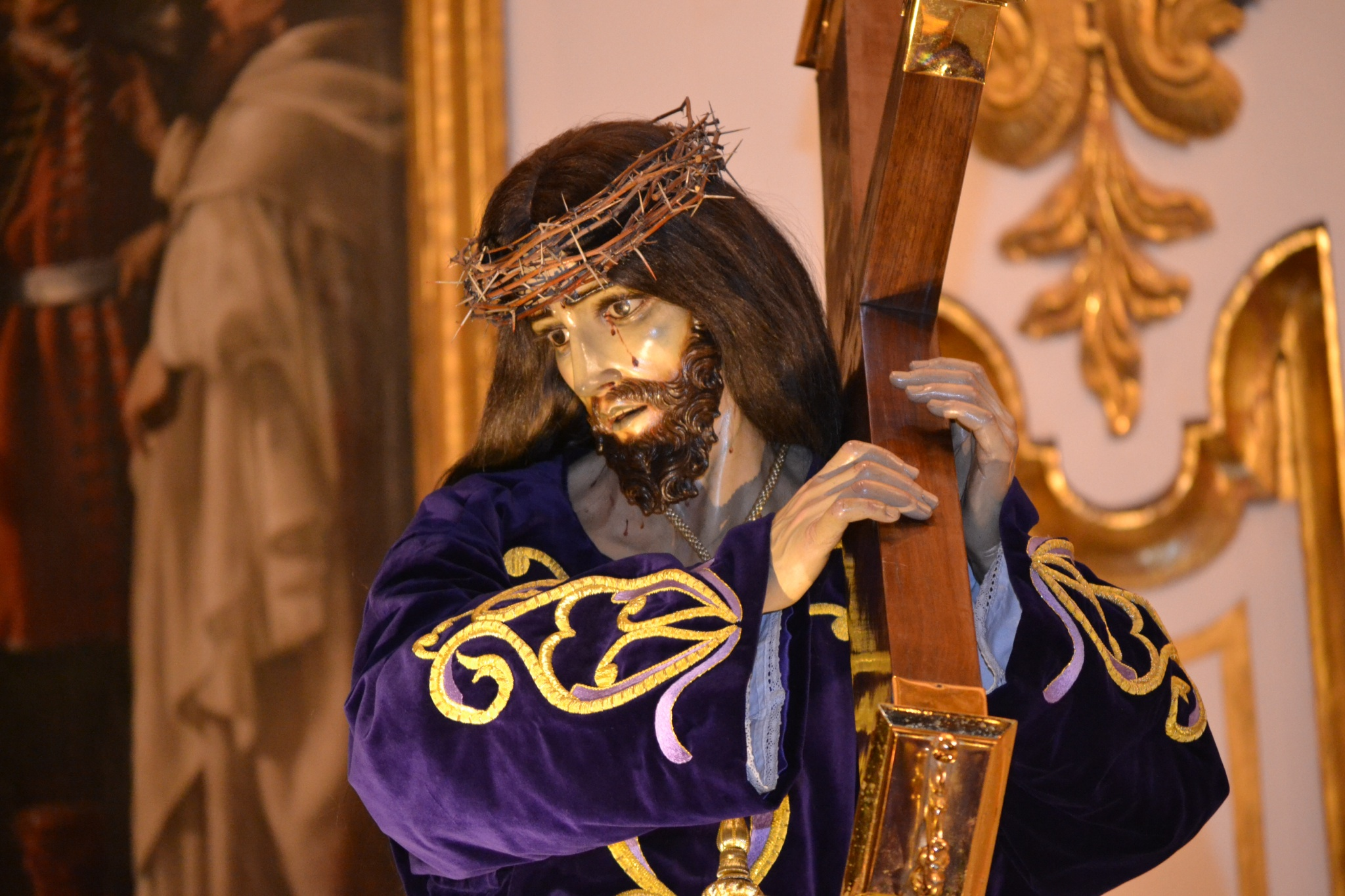
Nuestro Padre Jesús de la Merced

La cofradía de la Salud cuenta con un total de 6 hermandades, una de gloria y cinco que salen en procesión el Martes Santo. Estas cinco y sus correpondienes pasos son, por orden de salida en procesión:
- Nuestro Padre Jesús de la Merced. Atribuido a Nicolás Salzillo, 1713. Imagen perteneciente a la Iglesia conventual de La Merced, cada Sábado de Pasión se traslada a la Iglesia de San Juan de Dios -sede de la Cofradía de la Salud- para participar en la procesión del Martes Santo.
- María, consuelo de los afligidos. Francisco Javier López del Espino, 2018. Se trata del primer paso llevado exclusivamente por mujeres en la Semana Santa de Murcia
- San Juan Evangelista. Atribuida a Roque López, 1795. Imagen perteneciente a la Iglesia de San Juan Bautista, durante el Sábado de Pasión se traslada a San Juan de Dios.
- Santísima Virgen del Primer Dolor. Francisco Salzillo, (hacia 1740). En el siglo XVIII esta virgen fue titular de la antigua Cofradía de los Dolores y Santos Pasos, de la Iglesia de San Miguel, donde se sigue guardando la imagen, trasladándose igualmente el Sábado de Pasión a San Juan de Dios. Salió por vez primera con la Cofradía de la Salud el Viernes de Dolores de 1963.
- Santísimo Cristo de la Salud. Anónimo, finales del siglo XV o inicio del XVI, atribuido a Gutierre Gierero, es la imagen más antigua que desfila por las calles de Murcia durante la Semana Santa, y su trono el que más anderos posee (sus nazarenos no son estantes).

## Vestimenta
La Hermandad del Stmo. Cristo de la Salud, capuz y túnica blanca con capa y fajín rojos. La Hermandad de la Virgen del Primer Dolor invierte los colores (capuz y túnica roja y capa y fajín blancos). La Hermandad de Nuestro Padre Jesús de la Merced viste capuz y túnica blanca con capa roja y fajín morado. La Hermandad de San Juan Evangelista, túnica y capuz blanco, capa roja y fajín negro.

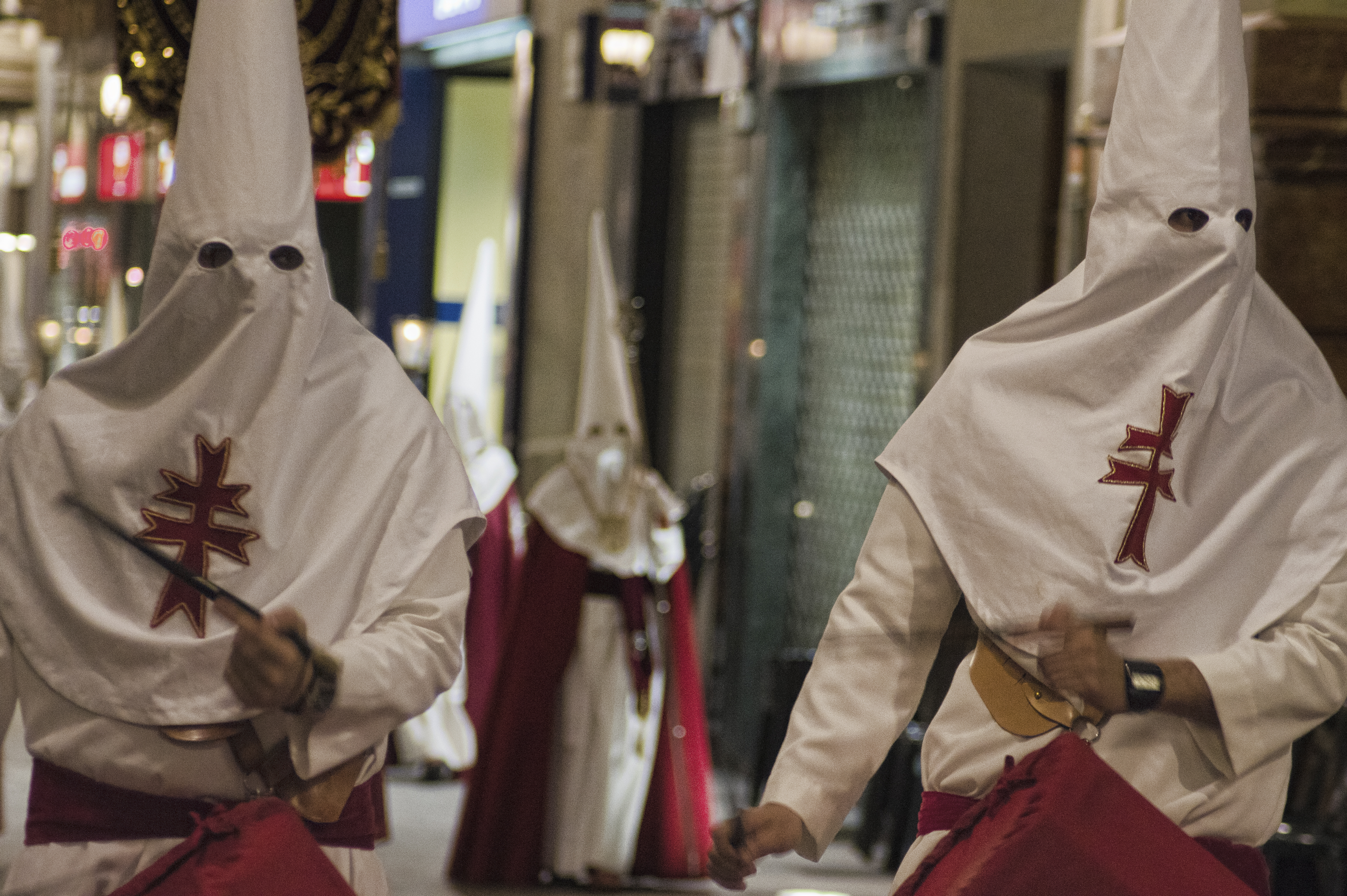
Tambores de la Cofradía del Cristo de la Salud.

El escudo de la cofradía va como escapulario metálico. Los anderos que portan los tronos (no son estantes porque los pasos se apoyan en patas) y los nazarenos que tocan el tambor llevan la misma túnica pero sin capa y con el escudo de la cofradía bordado en el capuz (sin escapulario).

## Itinerario
Plaza Cristo de la Salud, Eulogio Soriano, Pintor Villacis, pl. Apóstoles, Apóstoles, pl. Cardenal Belluga, Nicolás Salzillo, pl. Hernández Amores, Trapería, pl. Santo Domingo, Merced, Alejandro Séiquer, pl. Cetina, Isidoro de la Cierva, Pintor Villacis, Eulogio Soriano, plaza Cristo de la Salud.
El cortejo de la Salud siempre ha salido antes que el cortejo del Rescate, pero desde 2007 el orden de salida se ha invertido. Normalmente realizaban estación de penitencia casi conjunta por prácticamente el mismo recorrido procesional, aunque desde el 2011 cuentan con itinerarios compartidos solamente hasta la Plaza de Belluga (carrera oficial), siendo distinto el resto del itinerario. Desde el 2017 vuelven a tener prácticamente el mismo recorrido.
Al finalizar la procesión se produce un encuentro entre los tronos de San Juan Evangelista, la Virgen del Primer Dolor y el Cristo de la Salud, todo ello con la única luz que emana de los cirios que iluminan los tronos y bajo un silencio sepulcral que solamente se rompe con el canto de algunas saetas y con los acordes del himno nacional acompañado de multitud de aplausos emergentes de los devotos asistentes al evento cuando se procede a introducir los tronos en la Iglesia Museo de San Juan de Dios.

## Paso y Hermandad de Gloria
Ntra. Señora la Real de Gracia y Buen Suceso, imagen titular de la Iglesia-Museo de San Juan de Dios. Talla policromada del siglo XVI transformada en imagen vestidera en época barroca. Porta espléndida corona de plata repujada y cincelada de la primera mitad del siglo XVIII.
El Rey Alfonso X funda en el lugar del viejo alcázar musulmán el primer templo tras la reconquista, dedicándolo a Santa María, que se llamó la Real. El cabildo catedralicio tiene el patronazgo de la Virgen de Gracia, por lo que le dieron también este nombre a la titular de la iglesia del hospital del que ellos eran uno de los patronos. Y, por último, al hacerse cargo de la iglesia y del hospital la orden hospitalaria de San Juan de Dios, le añadieron el título de Buen Suceso, denominación que recibía el convento del que provenían los monjes.